# Ignazio Florio jr
Ignazio Florio (Palermo, 1º settembre 1868 – Palermo, 19 settembre 1957) è stato un imprenditore italiano.
Conosciuto come Ignazio junior, per distinguerlo dal padre Ignazio Florio che fu anche Senatore del Regno, era l'erede di una delle più grandi dinastie imprenditoriali italiane del tempo, fondata dal nonno Vincenzo Florio senior agli inizi dell'Ottocento.

## Biografia

### Giovinezza
La madre era la baronessa Giovanna d'Ondes Trigona. Già due anni prima della morte del padre, avvenuta nel 1891, si ritrovò fra le mani a gestire un'immensa fortuna, sua e del fratello minore Vincenzo, fondata su industrie, banche, cantieri navali, attività commerciali fra le più svariate, fonderie, tonnare, saline, cantine vinicole, e soprattutto il capitale di maggioranza della Società di Navigazione Italiana, una delle più grandi flotte di navigazione d'Europa.

### Matrimonio

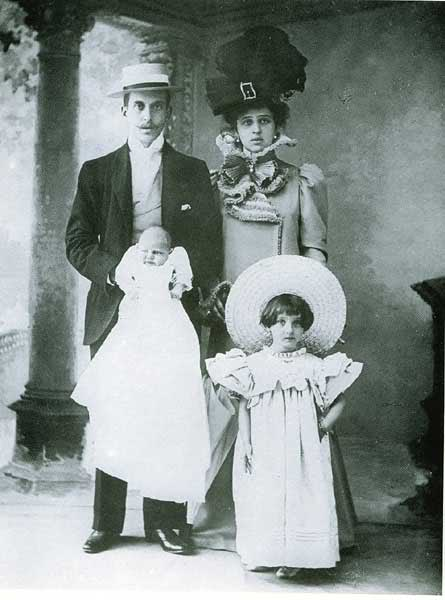
Ignazio Florio jr, la moglie Franca e i primi due figli, Giovanna (1893-1902) e Ignazio infante (1898-1903).

Sposò Franca, baronessa Jacona della Motta di San Giuliano, donna colta e intelligente. Insieme furono una delle coppie più in vista nella società internazionale del tempo. L'obiettivo di Ignazio Florio era europeizzare Palermo e la Sicilia, attirando capitali e investimenti stranieri nell'isola, intessendo una rete di rapporti e di amicizie autorevoli e potenti in cui giocò un ruolo di primo piano la stessa moglie Franca. 
Come la sorella Giulia fu animato da un sincero slancio di umanità verso le classi più svantaggiate e lo dimostrò in più occasioni, come nel soccorso prestato in prima persona agli abitanti di Messina dopo il tragico terremoto del 1908.

### Attività imprenditoriale

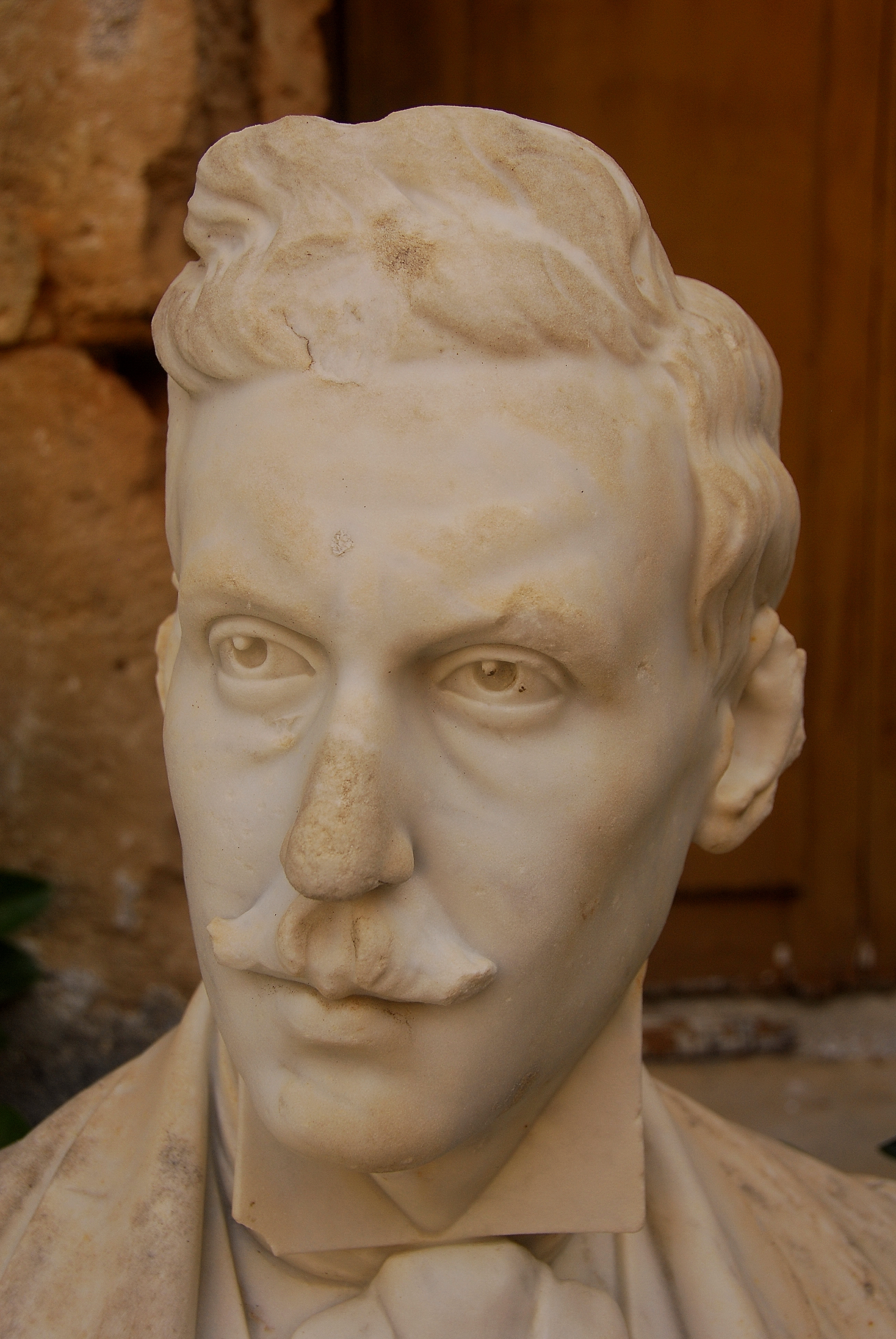
Busto di Vincenzo Florio junior di Rino Porrovecchio

Dotato di una notevole cultura e sensibilità, a vent'anni aveva girato l'Europa intera e conosceva bene le lingue. Portano la sua firma le più importanti iniziative imprenditoriali nella Sicilia di fine Ottocento ed inizio Novecento: dalla Società anglo-siciliana per lo zolfo al Consorzio agrario siciliano, dalla Ceramica Florio all'attività del Teatro Massimo di cui finché poté fu il principale impresario, scritturando fra gli altri l'allora giovane e sconosciuto Enrico Caruso, dalla costruzione di Villa Igiea all'Acquasanta ad opera di Ernesto Basile, capolavoro del liberty, fino alla fondazione del giornale L'Ora di Palermo e alla costruzione del Cantiere navale di Palermo.
Nel 1893, per affrontare il problema dello zolfo in Sicilia, Florio istituì una commissione da lui presieduta, composta da esponenti di rilievo dell’epoca, tra cui il barone Luigi Tulumello di Racalmuto, il barone Antonino Spitaleri di Catania, gli industriali Luigi Giordano di Caltanissetta e Giulio Sartorio di Palermo. Tuttavia, l’iniziativa fallì a causa del disinteresse della classe politica siciliana.
Ancora, nel 1896, Florio decise di fondare la Anglo-Sicilian Sulphur Company, cercando soluzioni attraverso collaborazioni internazionali: l’esito, però, si rilevò altrettanto infausto.
Fu uno dei promotori dell'Esposizione Nazionale a Palermo nel 1891 che doveva dimostrare a tutti un'immagine della Sicilia moderna e laboriosa. In quegli anni Palermo fu veramente una capitale europea: nel giro di pochissimi anni si arricchì di un grandissimo numero di ville e palazzi liberty, fiorirono le arti e anche la musica aveva trovato il suo tempio nel monumentale Teatro Massimo progettato dai Basile e fortemente voluto da Ignazio Florio che volle realizzare a Palermo uno dei più grandi Teatri lirici d'Europa, secondo solo all'Opera di Parigi.
Agli inizi del Novecento, allorché lo Stato italiano iniziò a tagliare le convenzioni con la Società di navigazione Florio, concentrando a Genova le attività della S.N.I., Ignazio, nel tentativo di rimodernare e ampliare i cantieri navali di Palermo, considerati fatiscenti e inadeguati, si imbarcò in un'opera di dimensioni grandiose che erose l'intero capitale dei Florio portandolo ad un progressivo disfacimento culminato nell'assorbimento da parte della Banca Commerciale Italiana, maggiore creditrice, delle azioni della S.N.I..
Dopo la prima guerra mondiale, una dopo l'altra chiusero tutte le attività della Casa Florio: anche la tonnara di Favignana, fiore all'occhiello insieme agli stabilimenti vinicoli di Marsala, sarà assorbita dalla Banca Commerciale che ne chiese l'ipoteca già agli inizi del Novecento come garanzia sul credito sempre maggiore concesso ai Florio.
Ignazio tentò di reagire fino all'ultimo, creando tonnare e piantagioni di banane alle Canarie e tentando pure, nel 1925, di rifondare una nuova flotta di navigazione, ma alle prime difficoltà gli ultimi capitali Florio vennero assorbiti dalle Banche.

### Nemesi dei Florio
Ai problemi economici si aggiunsero i lutti familiari. A nove anni morì la figlia maggiore, Giovanna. Poco meno di sei mesi dopo, il piccolo Ignazio, l'unico erede maschio della dinastia, morì inspiegabilmente a cinque anni. Infine, Giacobina Florio, nata prematura, morì la sera stessa della sua nascita. 
Quando il dissesto economico li travolse, nel corso degli anni furono vendute numerose proprietà per pagare i debiti. I gioielli di donna Franca furono venduti all'asta, i mobili e gli immobili di Casa Florio andarono al pubblico incanto. Alla fine delle loro vite furono costretti a vivere come ospiti presso la casa delle loro figlie, poiché non avevano più un posto dove stare.
Gli ultimi anni di Ignazio trascorsero nella totale apatia. Rimasto sordo e totalmente solo, alla scomparsa di donna Franca non volle vederla stesa sul letto di morte. Dopo la morte di Franca, decise di tornare a Palermo, la città in cui era nato, dove morì il 19 settembre del 1957.
Sue eredi furono le figlie Igiea Costanza che andò in sposa al duca Averardo Salviati, dal quale ebbe discendenza, e Giulia che sposò il marchese Achille Belloso Afan de Rivera, tra i cui figli anche Costanza Igea. Il fratello Vincenzo, infatti, non ebbe figli  né dalla prima moglie, Annina Alliata di Monterale, che morì molto giovane, né dalla seconda, la francese Lucie Henry, mentre la sorella Giulia ebbe Giuseppe, Ignazio, Manfredi, Sofia, Giovanna.